# Dervish (konvooi)

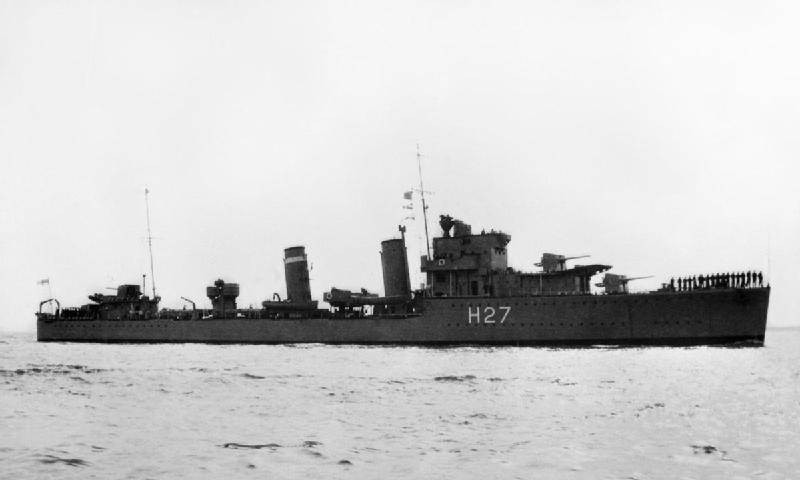
HMS Electra escorteerde het konvooi

Operatie Dervish was het eerste arctisch konvooi van het Verenigd Koninkrijk naar de Sovjet-Unie tijdens de Tweede Wereldoorlog.  

## Lading

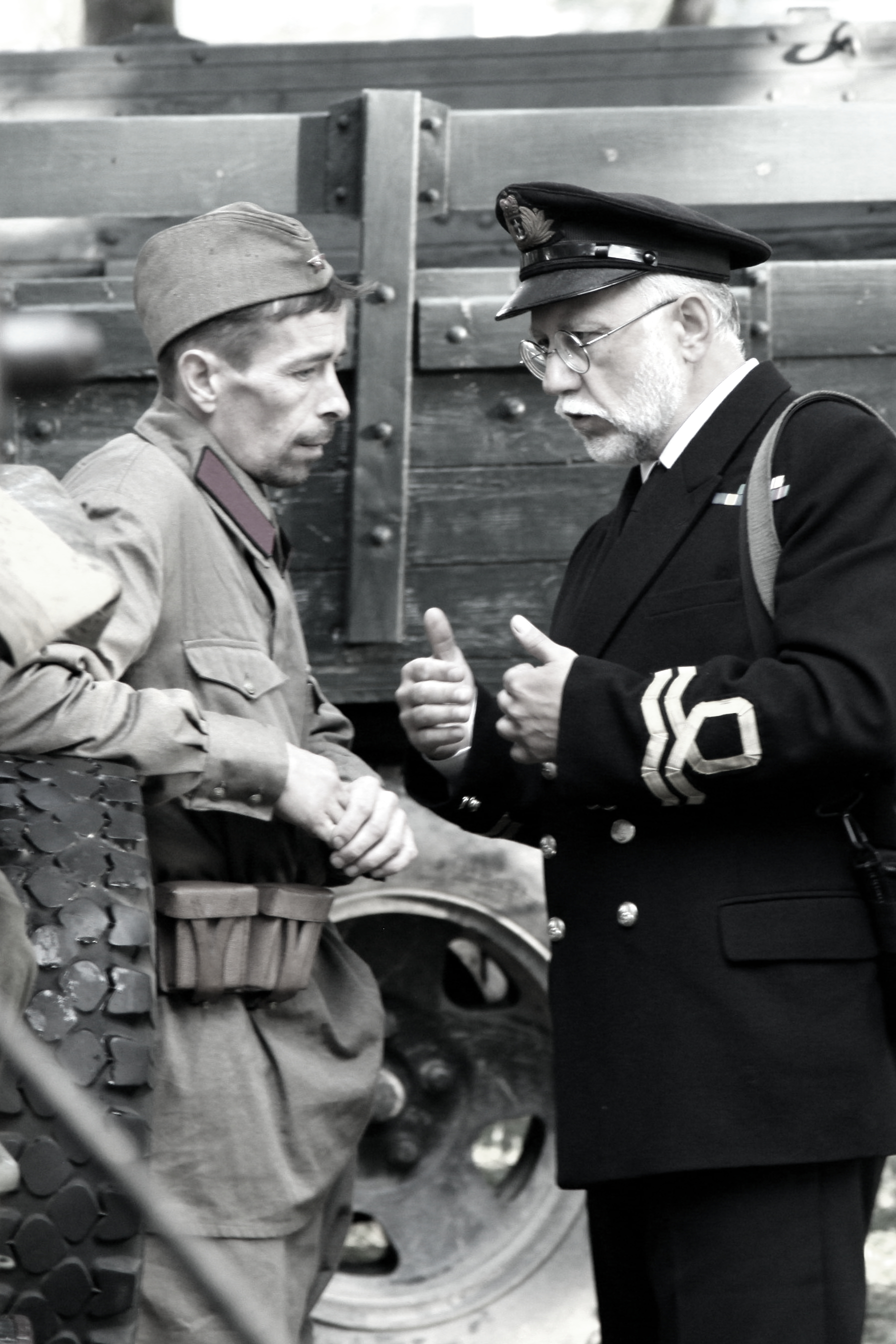
«Dervish-75»

De lading bestond uit 15 Hawker Hurricane gevechtsvliegtuigen in kisten.
Op de Eerste Conferentie van Moskou was levering afgesproken van 200 vliegtuigen tegen juni 1942. De Sovjet-Unie had Supermarine Spitfires gevraagd, maar die waren niet beschikbaar vanwege de Slag om Engeland.
Tezelfdertijd had het oud vliegdekschip HMS Argus uit de Eerste Wereldoorlog op 7 september 24 Hawker Hurricanes van de 151 Wing RAF gelanceerd naar het vliegveld van Vaenga (nu Severomorsk) nabij Moermansk.
De bedoeling was om met de vliegtuigen volgende konvooien te beschermen: Operatie Benedict.
Verder bestond de lading uit
- 534 piloten en grondpersoneel van de Royal Air Force
- 10.000 ton rubber en tin[2]
- 3.800 dieptebommen en zeemijnen

De commodore was kapitein JCK Dowding.
Aan boord van de Llanstephan Castle voeren twee verslaggevers van de Daily Sketch mee:  Vernon Bartlett en Charlotte Haldane en ook de kunstschilder Feliks Topolski.

## Route
Het konvooi vertrok op 12 augustus 1941 uit Liverpool onder begeleiding van luchtafweerschip HMS Pozarica, antiduikboot trawlers HMT St. Cathan, HMT Le Tigre en mijnenvegers trawlers HMT Celia, HMT Hamlet, HMT Ophelia en HMT Macbeth.
De schepen bereikten op 15 augustus Scapa Flow, waar de torpedobootjagers HMS Electra, HMS Impulsive en HMS Active het konvooi vervoegden. Tot 18 augustus werden ze begeleid door de lichte kruiser HMS Aurora.
Het konvooi vertrok op 21 augustus 1941 van Hvalfjörður in IJsland en kwam op 31 augustus 1941 aan in Archangelsk.

## Vrachtschepen
De vrachtschepen waren
- Llanstephan Castle, Brits, 11348 BRT
- RFA Aldersdale, Brits tankschip 8402 BRT
- Trehata, Brits, 4817 BRT
- New Westminster City, Brits, 4747 BRT
- Alchiba, Nederlands, 4427 BRT
- Esneh, Brits, 1931 BRT
- Lancastrian Prince, Brits, 1914 BRT

## Escorte
De escorte van IJsland naar Archangelsk bestond uit drie torpedobootjagers
- HMS Electra
- HMS Active
- HMS Impulsive

Drie mijnenvegers
- HMS Halcyon
- HMS Salamander
- HMS Harrier

Drie trawlers tegen duikboten
- HMT Hamlet
- HMT Macbeth
- HMT Ophelia

Vanop een afstand werden ze gedekt door
- zware kruiser HMS Shropshire en de torpedobootjagers
- HMS Matabele
- HMS Punjabi
- HMS Somali.

Tot 30 augustus gaf het vliegdekschip HMS Victorious dekking alsook de zware kruisers HMS Devonshire en HMS Suffolk.

## Resultaat
Het konvooi werd niet opgemerkt of aangevallen en alle schepen kwamen veilig aan op hun bestemming.
Het konvooi terug kreeg code QP-1 en vertrok uit Archangelsk op 28 september 1941 en het volgende konvooi  PQ-1 vertrok uit IJsland  en kwam op 11 oktober 1941 aan te Archangelsk. Zo volgden nog 18 PQ-konvooien met goederen naar de Sovjet-Unie. In totaal volgden 78 Moermansk-konvooien, ook onder code JW heen en RA terug.